# Робоча рідина гідропривода

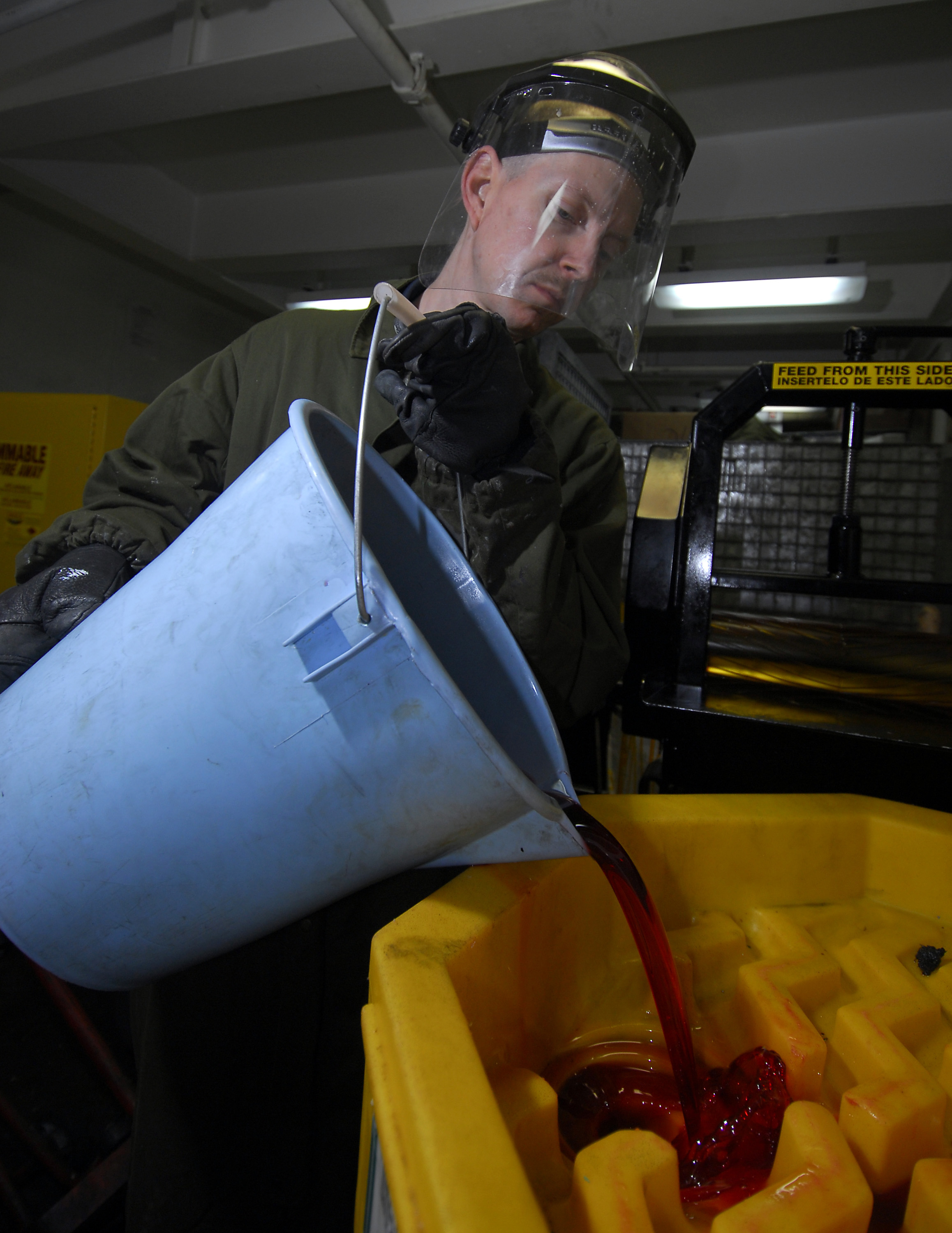
Гідравлічна олива заливається у бак (резервуар)

Робо́ча рідина́ гідропри́вода або гідравлі́чна оли́ва — гідравлічна рідина, призначена для застосування в об'ємних гідроприводах. Робочі рідини гідроприводів використовуються як робоче тіло для приведення в дію різних агрегатів і механізмів: підсилювача рульового керування, механізмів перекидача автомобілів-самоскидів, гідропідіймачів, технологічного обладнання тощо.
Також, додатково, робочі рідини гідроприводів забезпечують мащення поверхонь тертя деталей елементів гідросистеми а також, захист деталей гідропривода від корозії, тому такі рідини зазвичай містять антикорозійні присадки. Іншою додатковою функцією робочої рідини — теплообмін між елементами гідросистеми та віддавання тепла у навколишнє середовище.

## Вимоги до робочих рідин
Для гідравлічних приводів слід використовувати рухливі і практично нестисливі рідини, що здатні працювати в широкому діапазоні температур (від +90 до -40 °С і нижче), при підвищеному тиску (до 100 МПа), в контакті з деталями з чорних і кольорових металів, гумовими та шкіряними защільненнями, шлангами тощо. Тому рідини для гідросистем повинні: мати високу температуру кипіння і низьку температуру замерзання, добрі змащувальні властивості, невелику в'язкість і хороші в'язкісно-температурні властивості, які б забезпечували добре перетікання; не утворювати пробки при робочих температурах і не змінюватися в об'ємі з її зміною; бути безпечними в роботі; мати достатню сировинну базу; бути дешевими. Рідини для гідравлічних систем повинні захищати деталі гідроприводів від корозії, мати сумісність з конструкційними матеріалами, високі антиокисні властивості, фізичну стабільність тощо.

## Класифікація
Робочі рідини гідроприводів класифікуються за в'язкістю та експлуатаційними властивостями, залежними від їх складу.
За ГОСТ 17479.3-85 (аналогічно до міжнародного стандарту ISO 3448) гідравлічні оливи за величиною в'язкості при 40 °С поділяються на 10 класів.
Класи в'язкості гідравлічних олив подано у таблиці.
| Клас в'язкості                          | 5         | 7         | 10         | 15          | 22          | 32          | 46          | 68          | 100          | 150           |
| Кінематична в'язкість при 40 ºС, мм² /с | 4,14-5,06 | 6,12-7,48 | 9,00-11,00 | 13,50-16,50 | 19,80-24,20 | 28,80-35,20 | 41,40-50,60 | 61,20-74,80 | 90,00-110,00 | 135,00-165,00 |

Умовно всі гідравлічні оливи (їх часто називають рідинами) можна розподілити на 4 групи: малов'язкі, середньов'язкі-всесезонні, середньов'язкі (як правило, сезонного користування або в невеликому діапазоні температур), в'язкі.
До малов'язких олив належать такі, що мають значення в'язкості 4-5 мм²/с при 50 °С, при мінус 50 °С — менше 500 мм²/с; при 40 °С відповідна в'язкість для них лежить у межах 6,12-7,48 мм²/с, що відповідає міжнародній класифікації ISO — ISO VG7 (VG — англ. viscosity grade, клас в'язкості). Малов'язкі оливи з класом в'язкості 5 і 7 (ISO VG5 і ISO VG7) експлуатують при низьких температурах (наприклад, в північних районах).
До середньов'язких-всесезонних гідравлічних олив належать оливи із значенням в'язкості при 50 °С, що дорівнює 10 мм²/с, і при мінус 50 °С — не більше 1500 мм²/с; до середньов'язких сезонного використання — із значенням в'язкості при 50 °С, що дорівнює 15 мм²/с, і при мінус 40 °С — не більше 4000 мм²/с.
До в'язких — із значенням в'язкості при 50 °С, що дорівнює 25-30 мм²/с. В кожну групу залежно від значення в'язкості входять декілька класів.
За експлуатаційними властивостями гідравлічні рідини поділяються на 3 групи А, Б, В.
До групи А (H за DIN, HH за стандартом ISO) входять мінеральні оливи, які не містять у своєму складі присадок. Вони знайшли застосування у мало навантаженому обладнанні з насосами поршневого або шестеренного типу, діапазон робочих температур не перевищує +80 °С, а робочий тиск — не вище за 15 МПа.
До групи Б (HL за DIN та ISO) належать оливи з антиоксидними, антикорозійними і протизносними присадками. Вони призначені для середньо навантажених гідросистем з різними насосами, що працюють при тисках до 25 МПа і температурі оливи понад 80 °С.
До групи В (HLP за DIN, HM за стандартом ISO) входять високоочищені рідини з антиокиснювальними, протизносними і антикорозійними присадками. Призначені для гідросистем, що працюють при тиску понад 25 МПа і температурі масла понад 90 °С.
Відповідно до стандартів DIN та ISO виокремлюється ще одна група олив HLP-V і HV. Матеріали цієї групи містять загусники, що покращують в'язкісно теипературні характеристики.
У складі олив групи HL та НМ можуть бути інші присадки. Різні країни та компанії-виробники часто використовують свою специфікацію гідравлічних олив, наприклад, фірма «ВР» (British Petroleum) може мати такі позначення, як «Energol HLP-HM46», де НМ — група гідравлічної оливи, цифра 46 — клас в'язкості (значення кінематичної в'язкості при температурі 40 °С у мм²/с).

## Склад
Як робочі рідини гідроприводів застосовуються мінеральні, синтетичні і напівсинтетичні оливи а також рідини на силіконовій основі.
Більшість гідравлічних олив виробляють з нафтової сировини (індустріальні оливи) із введенням до їх складу функціональних присадок (антиокисних, антикорозійних, протизношувальних, протизадирних, антипінних тощо). Для виготовлення гідравлічних олив можуть використовуватись синтетичні продукти або суміш мінеральних і синтетичних олив.
Особливого значення набуває використання пожежобезпечних синтетичних олив (рідин). До негорючих (вогнестійких) синтетичних олив належать поліалкіленгліколі (ПАГ), а також фторвуглеводні. Тому все більшого розвитку (вивчення і застосування) набувають водно-гліколеві синтетичні рідини, які складаються, в основному, з таких компонентів: полігліколь — для надання в'язкісних властивостей; гліколь — для надання низькотемпературних властивостей; вода — для забезпечення пожежобезпечності; присадки (антикорозійні, протизношувальні тощо).

## Марки олив та їх використання
Згідно з чинними в Україні нормативними документами, мінеральні гідравлічні оливи позначаються часто індексом МГ (від «мінеральна», «гідравлічна») за призначенням до позначення деяких олив можуть входити інші індекси, такі як «И», «AM», «Е», наприклад, ИГ — індустріальні, АМГ — для авіаційної техніки, МГЕ — єдине; за технологією одержання — ВМГЗ — загущене тощо. У позначення гідравлічних олив вказується цифрою значення в'язкості в мм²/с при температурі 50 °С (наприклад, АМГ-10, МГЕ-10А, МГП-10) або при температурі 40 °С, як прийнято за міжнародними стандартами (наприклад, МГ-15-А, МГ-15-В, МГ-46-В).
Гідравлічна система надійно працює при оптимальному значенні в'язкості оливи в різних умовах роботи. Недостатня в'язкість оливи не забезпечує хороших мастильних властивостей. Крім того, така олива може витікати через защільнення. Використання олив для гідросистем з великим значенням в'язкості провокує збільшення гідравлічних втрат і, як наслідок, зменшення ефективності передачі енергії гідропривода.
При виборі оливи для гідравлічних систем враховується не тільки клас в'язкості (середнє значення в'язкості при 40 °С), а також значення в'язкості при робочих температурах, які можуть сягати 70…120 °С, і робочі тиски в системі. При збільшенні тиску до 40 МПа в'язкість робочої рідини іноді може збільшуватись удвічі і більше.

## Застосування
МГ-22-А (И-20А), а також И-30, И-40А, И-50А — використовують у гідравлічних системах промислового обладнання, будівельних, дорожніх та інших машин, що працюють на відкритому повітрі. Значення в'язкості оливи вибирають залежно від навантаження та швидкості руху: чим більше навантаження і менша швидкість руху, тим більше значення в'язкості оливи.
МГ-32-А (ЭШ) — використовують у гідросистемах «крокуючих» екс¬каваторів та іншої техніки, що працюють при температурах від мінус 40-45 °С до плюс 80-100 °С при тисках до 15 МПа.
МГ-15-Б (АМГ-10) — загущена олива, яка використовується для гідравлічних систем в авіації та наземній техніці, що працюють при температурах від мінус 60 °С до плюс 55 °С.
МГ-22-Б (АУП) — може використовуватись аналогічно до оливи И-20А, містить антикорозійні та протиокисні присадки.
МГ-46-Б (МГ-30) — використовують у середній кліматичній зоні як літню оливу в гідравлічних системах будівельних, дорожніх, підйомно-транспортних машин та механізмів, що працюють на відкритому повітрі. Має невисокі протизношувальні властивості.
МГ-46-В (МГ-ЗОу, МГЕ-46В) — використовують у гідравлічних системах сільськогосподарської, дорожньо-будівельної та іншої техніки, що працюють при високих тисках, в інтервалі температур від мінус 10 °С до плюс 80 °С; гідроприводах з аксіально-поршневими машинами.
МГ-15-В(с) (ВМГЗ) — загущена олива з комплексом присадок, використовують взимку для гідравлічних систем, гідроуправління дорожньо-будівельних, підйомно-транспортних та інших машин і механізмів, що працюють на відкритому повітрі в середній кліматичній зоні.
МГ-15-В (МГЕ-10А) — загущена олива з комплексом присадок, використовують у гідравлічних системах машин і механізмів, що працюють при температурах від мінус 60-65 °С до плюс 70-75 °С (температури 35-50 °С є оптимальними).
МГ-46-В (МГЕ-46) — використовують у гідравлічних системах дорожньо-будівельної, сільськогосподарської та іншої техніки при тисках до 35 МПа при температурах від мінус 20 °С до плюс 80° С; містить комплекс присадок, має високі протизношувальні властивості.
Правило взаємозамінності гідравлічних олив таке ж, як і для попередніх олив, наприклад, олива групи Б заміняється оливою групи В однакового класу в'язкості, тобто олива нижчої групи заміняється оливою вищої за якістю групи.
Як універсальна трансмісійно-гідравлічна олива може використовуватись олива МГТ для гідромеханічних передач автомобілів та іншої техніки, що працює в інтервалі температур від мінус 50° С до плюс 50 °С. її допускається застосовувати як універсальну трансмісійно-гідравлічну оливу у важких умовах роботи тракторів та техніки на їх базі.
Для змащення циліндрів, клапанів, ущільнення поршневих штоків компресорів, повітродувок, що працюють у помірних режимах, застосовують компресорну оливу К-8з («К» — компресорна, «з» — зимова). Для компресорів одно-та багатоступеневих низького та середнього тиску (2,5-4,0 МПа) в інтервалі температур від мінус 25 °С до плюс 40 °С використовують оливу К-12.